# Soderstromia mexicana
Soderstromia mexicana là một loài thực vật có hoa trong họ Hòa thảo. Loài này được (Scribn.) C.V.Morton miêu tả khoa học đầu tiên năm 1966.